# 橋本隆雄
橋本隆雄（はしもと たかお、1943年 - ）は、日本の大道芸プロデューサー。東京都ヘブンアーティスト総合プロデューサー。
中央大学法学部卒業。音楽・演劇の企画制作プロデューサーを経て、1986年に設立された「野毛大道芸」に制作として参加。89年から95年まで野毛大道芸総合プロデューサー。以来「三茶 de 大道芸」「ひたち国際大道芸」「ヘブンアーティストTOKYO」「高円寺びっくり大道芸」など、大規模な大道芸フェスティバルを次々に立ち上げる。
2014年、『ひたち国際大道芸』のプロデュースにより、芸術選奨文部科学大臣賞芸術振興部門を受賞。
橋本隆雄がプロデュースする大道芸フェスティバル
- 三茶de大道芸
- 高円寺びっくり大道芸
- ひたち国際大道芸

など